# فوليرين داخلي

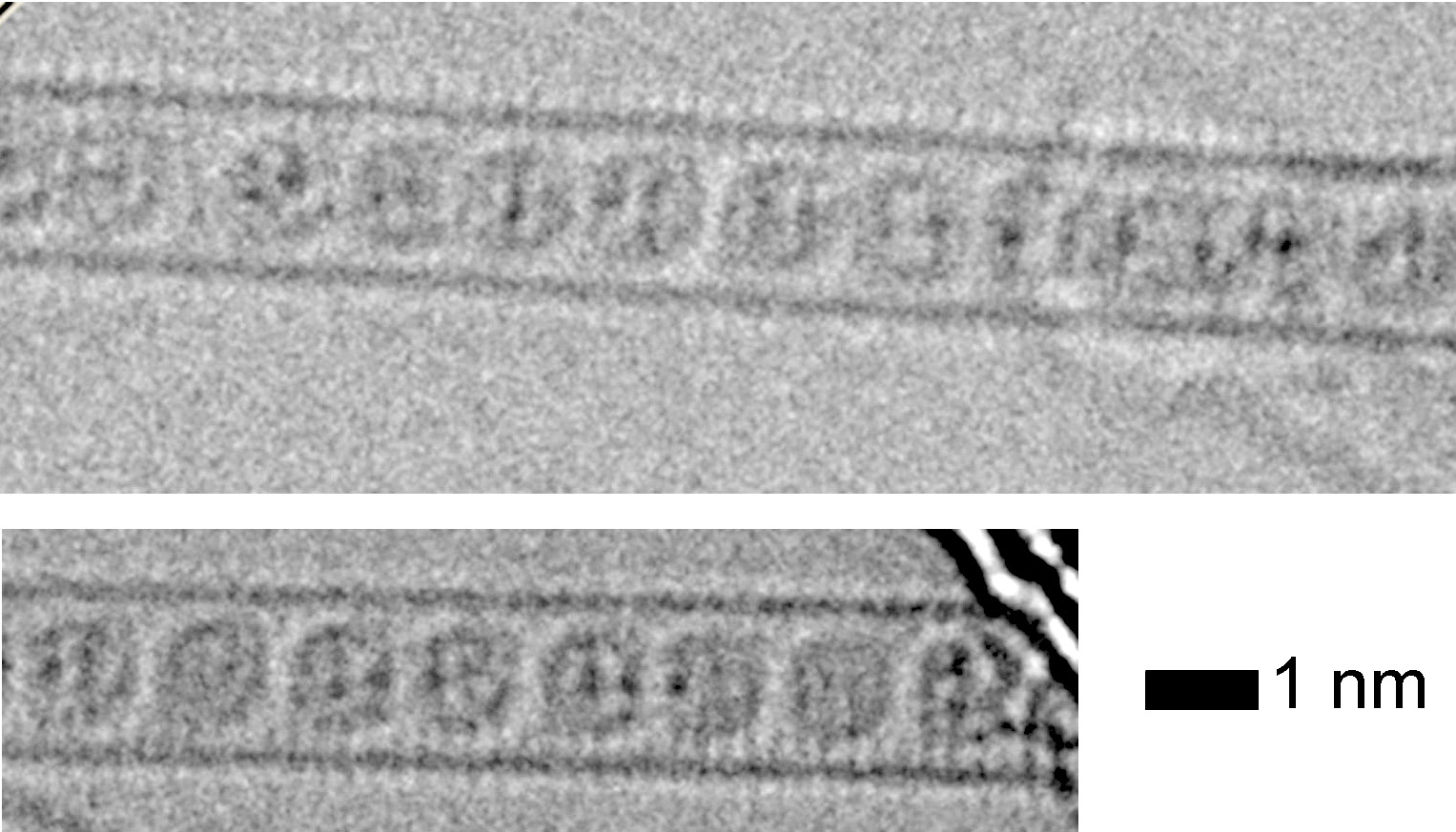
صورة بالمجهر الإلكتروني لمعقد M_{3}N@C_{80} حيث (M = Ho أو Sc) داخل فوليرين C_{80}، وتبدو الذرات الفلزية على هيئة نقط سوداء داخل الأنبوب النانوي الكربوني.

الفوليرينات الداخلية (endofullerenes أو الفوليرينات داخلية الأوجه Endohedral fullerenes) هي فوليرينات حاوية على أنواع كيميائية (ذرات أو أيونات أو تجمعات عنقودية ذرية) محتجزة في التجويف الداخلي للبنية الكروية للفوليرينات. بالتالي تصنف هذه المركبات من مركبات التضمين.
كان معقد اللانثانوم La@C60 المحتجز داخل فوليرين C60 أول معقد مصطنع كيميائياً من هذا النمط، وذلك في سنة 1985.
يمكن تقسيم الفوليرينات الداخلية حسب النوع الكيميائي المحتجز إلى نوعين:
1. فوليرين داخلي فلزي endohedral metallofullerenes
2. فوليرين مشوب بلافلز non-metal doped fullerenes